# Mihail Viziru
Mihail Viziru (Boekarest, Roemenië, 7 november 1944) is een Roemeens componist en arrangeur. Hij gebruikt voor bepaalde werken ook het pseudoniem Mike A. Wolf. 

## Leven
Viziru studeerde van 1963 tot 1968 aan het conservatorium te Boekarest. Aansluitend was hij muziekleraar en kwam in 1978 naar Wenen, Oostenrijk. Sinds 1982 werkt hij voor een Duitse muziekuitgever als arrangeur. In 1985 vertrok hij na Keulen. 

## Composities

### Werken voor harmonieorkest
- Mister Paul
- Neue deutsche Welle
- Romania canta